# Muna El-Kurd

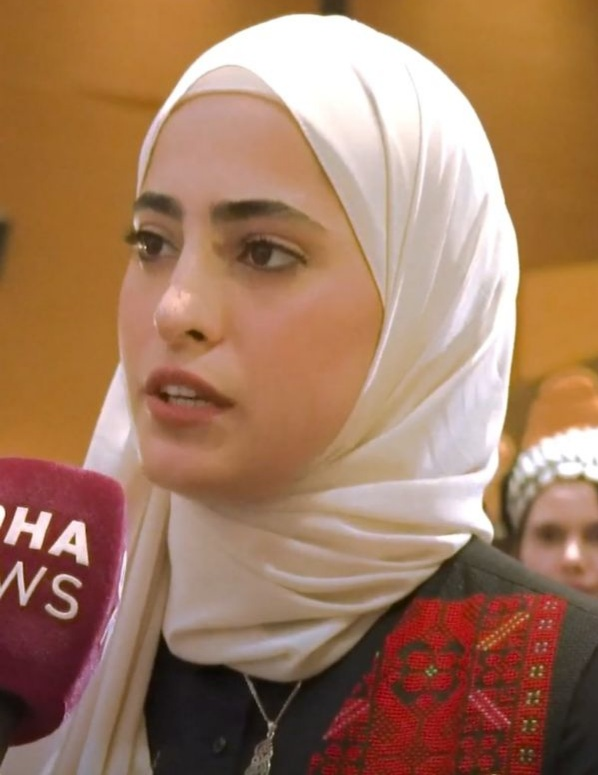
Muna El-Kurd

Muna El-Kurd (arabisch منى الكرد, DMG Munā al-Kurd, geboren 15. Mai 1998 in Sheikh Jarrah, Jerusalem) ist eine palästinensische Journalistin und Aktivistin. 2021 wählte die Zeitschrift Time sie in die Liste der 100 einflussreichsten Persönlichkeiten des Jahres.

## Beruflicher Werdegang
Im Juli 2021 schloss Muna El-Kurd ihr Journalismusstudium an der Birzeit-Universität in Ramallah ab.

## Rolle als politische Aktivistin
Gemäß einem Urteil eines israelischen Bezirksgerichts von Anfang 2021 gehört das Grundstück, auf dem sie mit ihrem Zwillingsbruder Mohammed El-Kurd und anderen Familienmitgliedern in Sheikh Jarrah in Ostjerusalem lebt, der israelischen Siedlerorganisation Nahalat Shimon. Auch drei Nachbarfamilien sind betroffen. Über soziale Medien brachten die Geschwister ihren Fall an die Öffentlichkeit. Muna El-Kurd wurde zu einer der Galionsfiguren der palästinensischen Protestbewegung. Ihr arabischsprachiger Account hatte im August 2021 1,6 Millionen Follower. Auch bei Demonstrationen im Viertel wurde ihre führende Rolle deutlich. Die britische Tageszeitung The Times bezeichnete die Aktivistin als „Social Media Star“ und „weltberühmt“.
Die Betroffenen legten gegen die Entscheidung des Bezirksgerichts Einspruch beim Obersten Gericht Israels ein. Mehrmals wurde die Anhörung dazu vertagt, was mit der angespannten politischen Situation in Zusammenhang gebracht wird: Die möglicherweise nach einer Entscheidung anstehenden Räumungen hatten bereits im Vorfeld wochenlange Proteste zur Folge gehabt und werden als einer der Auslöser für den 11-tägigen Konflikt zwischen Hamas und Israel in Gaza im Mai 2021 gesehen. Wiederholt hatte das US-Außenministerium sich angesichts der Pläne besorgt gezeigt.
Die Richter schlugen einen Kompromiss vor: Die palästinensischen Familien sollten gegen eine niedrige Miete die Garantie erhalten, mindestens 15 Jahre in den Gebäuden wohnen bleiben zu können. Im Gegenzug sollten sie den Eigentumsanspruch der israelischen Siedler anerkennen. Der Vorschlag wurde von den betroffenen Familien mit der Begründung abgelehnt, es handle sich um „den Kolonialismus von Siedlern“. Im März 2022 hob der Oberste Gerichtshof Israels die Ausweisungsbefehle in Sheikh Jarrah auf. Die Überprüfung der Eigentumsrechte wurden auf ein zukünftiges Verfahren verschoben,
Am 6. Juni 2021 wurde Muna El-Kurd von den israelischen Sicherheitsbehörden vorübergehend festgenommen, befragt und später wieder freigelassen. Ihr wurde vorgeworfen, an Aufständen teilgenommen zu haben. Laut Reuters äußerte El-Kurd nach ihrer Freilassung auf Instagram, ihre Festnahme sei Teil der israelischen Einschüchterungspolitik.

## Auszeichnungen
Muna El-Kurd wurde vom Time Magazine zusammen mit ihrem Zwillingsbruder Mohammed El-Kurd als eine der hundert einflussreichsten Persönlichkeiten des Jahres 2021 ausgewählt und auf die Liste Time100 gesetzt. Die Jury würdigte damit die Online-Posts und Medienauftritte des Geschwisterpaars, die der Welt einen Einblick in den Besatzungsalltag von Ostjerusalem gewährten. Die Rhetorik in Bezug auf Israel und Palästina erfuhr dadurch auf internationaler Ebene eine Wandlung. Als bekannteste Stimme der Menschen, die vom Verlust ihrer Häuser in Sheikh Jarrah bedroht waren, inspirierten sie mit ihren Graswurzelaktionen die palästinensische Diaspora weltweit zu Protesten.